# Overslag (gymnastiek)

(Handstand)overslag, gif-animatie

De overslag is een acrobatisch element. Een overslag bestaat uit een hele rotatie om de breedte-as, waarbij de tweede fase (de vluchtfase) wordt ingezet door een afzet met de handen van de vloer of het turntoestel. De overslag wordt binnen het toestelturnen beschouwd als een profielelement, aangezien het aan de basis staat van een scala aan moeilijker acrobatische elementen, waaronder vrijwel alle voorwaarts geturnde paardsprongen. 
Meestal wordt met de (handstand)overslag de voorwaartse overslag aangeduid. De achterwaartse hele rotatie om de breedteas met afzet van de handen wordt flik-flak genoemd.

## Techniek van de overslag
De benodigde hoogte en rotatie voor een overslag wordt verkregen door eerst voorwaartse) snelheid te verkrijgen, welke bij de afzet met de voeten van de grond, plank of trampoline deels wordt omgezet in hoogte en voorwaartse rotatie. Bij de afzet met de handen van de vloer of het toestel, waarbij het lichaam zich kort in een handstandpositie bevindt, zorgt de zogenaamde kurbet-techniek (hol-bol actie) voor een verdere stijging van het lichaamszwaartepunt. Het turnen van een overslag vereist dus zowel snelheid als een goede techniek.

## Toepassing van de overslag
De overslag wordt geturnd in diverse gymnastische disciplines. In het toestelturnen kan de overslag worden geturnd op de vloer of lange mat als onderdeel van een acrobatische serie, als sprong over het paard of de pegasus en als afsprong vanaf de balk. Een overslag kan daarnaast ook worden geturnd op een tumblingbaan of als sprong in het rhönradturnen.
Bij het vloerturnen op hogere niveaus is de handstandoverslag vaak een verbindingselement tussen moeilijke elementen, zoals voorwaartse salto's e.d.